# 왕톈 나들목
왕톈 나들목(중국어: 王田交流道)은 타이중시 다두 구에 있는 중산 고속공로의 나들목이다.

## 출구
- 동쪽 : 우르 구, 난터우, 펀위안 향, 청궁링, 타이중 고속철도역
- 서쪽 : 다두, 왕톈